# عبد الرحمن بن عبد رب الأنصاري الخزرجي
عبد الرحمن بن عبد ربه الأنصاري الخزرجي كان من أصحاب النبي محمد ثم من أصحاب علي بن أبي طالب، استُشهد في معركة كربلاء مع الحسين بن علي.

## شاهد على واقعة غدير
وكان عبد الرحمن من أصحاب النبي محمد، الذين شهدوا يوم الغدير، ونقلوا حديث الغدير. وفي يوم الرحبة طلب علي بن أبي طالب من الصحابة الذين شهدوا يوم الغدير أن يشهدوا على خلافة النبي له. فقام بعض الصحابة كعبد الرحمن بن عبد رب الأنصاري فقال: نشهد أننا سمعنا أن النبي محمد قال: (إن الله مولاي وأنا مولى المؤمنين و أولى بهم من أنفسهم، من كنت مولاه فعلي مولاه، اللهم وال من والاه، وعاد من عاداه، وانصر من نصره، واخذل من خذله).
علّمه عليّ القرآن.

## في معركة كربلاء
وبحسب بعض المصادر انضم عبد الرحمن إلى قافلة الحسين بن علي من مكة. ويُروى أنه كان يوم تاسوعاء يمازح برير بن خضير الهمداني. قال له عبد الرحمن: "ليس هذا وقت المزاح الآن". أجاب برير: "يا أخي! أقاربي يعلمون أنني في شبابي لم أكن مازحًا، خشية أن أكون كذلك في شيخوختي. ولكني أعلم ما سنلاقيه قريبًا. والله إن المسافة بيننا .. هي طعنة هؤلاء القوم بسيوفهم، وكم أحب أن تكون الآن."
استشهد في الهجوم الأول لجيش عمر بن سعد.